# Deutsche Schwimmmeisterschaften 1960
Die 72. Deutschen Meisterschaften im Schwimmen fanden 1960 Olympia-Schwimmstadion in West-Berlin statt.
| Disziplin           | Männer                | Männer           | Männer | Frauen            | Frauen              | Frauen |
| Disziplin           | Name                  | Verein           | Zeit   | Name              | Verein              | Zeit   |
| ------------------- | --------------------- | ---------------- | ------ | ----------------- | ------------------- | ------ |
| 100 m Freistil      | Uwe Jacobsen          | DSW 12 Darmstadt |        | Ursel Brunner     | SV Nikar Heidelberg |        |
| 200 m Freistil      | Hans-Joachim Klein    | DSW 12 Darmstadt |        |                   |                     |        |
| 400 m Freistil      | Hans-Joachim Klein    | DSW 12 Darmstadt |        | Ursel Brunner     | SV Nikar Heidelberg |        |
| 1500 m Freistil     | Gerhard Hetz          | SV Hof           |        |                   |                     |        |
| 200 m Brust         | Hans-Joachim Tröger   | MSV München      |        | Wiltrud Urselmann | Krefeld             |        |
| 100 m Rücken        | Ernst-Joachim Küppers | Waspo Nordhorn   |        | Helga Schmidt     | SV Oldenburg        |        |
| 200 m Rücken        | Ernst-Joachim Küppers | Waspo Nordhorn   |        | Helga Schmidt     | SV Oldenburg        |        |
| 200 m Schmetterling | Hans Zierold          |                  |        |                   |                     |        |